# Moritz Reinecke
Moritz Reinecke (* 1979 in Hannover) ist ein deutscher Kameramann.

## Leben
Reinecke wurde 1979 in Hannover geboren. 2004 begann er ein Studium an der Filmakademie Baden-Württemberg im Bereich Bildgestaltung/Kamera, welches er 2010 abgeschlossen hat. Anschließend drehte Moritz Reinecke zunächst diverse Kurzfilme und Musikvideos.
Das Jugenddrama Bis aufs Blut – Brüder auf Bewährung war sein erster Film als Kameramann, der nationale Beachtung gefunden hat und 2010 mit bei dem Publikumspreis auf dem Filmfestival Max Ophüls Preis ausgezeichnet wurde.

## Filmografie (Auswahl)
- 2010: Bis aufs Blut – Brüder auf Bewährung
- 2015: Pälzisch im Abgang